# 让·费尔南德斯
让·费尔南德斯（法語：Jean Fernandez，1954年10月8日—）法国前足球运动员，主教练。费尔南德斯出生于法属阿尔及利亚穆斯塔加奈姆，于1976年蒙特利尔奥运会代表法国参赛。

## 荣誉
马赛
- 欧洲足联国际托托杯：2005年[4]